# Městský hřbitov v České Lípě
Městský hřbitov v České Lípě je hlavní městský hřbitov v České Lípě. Nachází se na severním okraji centra města, v ulici Starý Újezd.   

## Historie

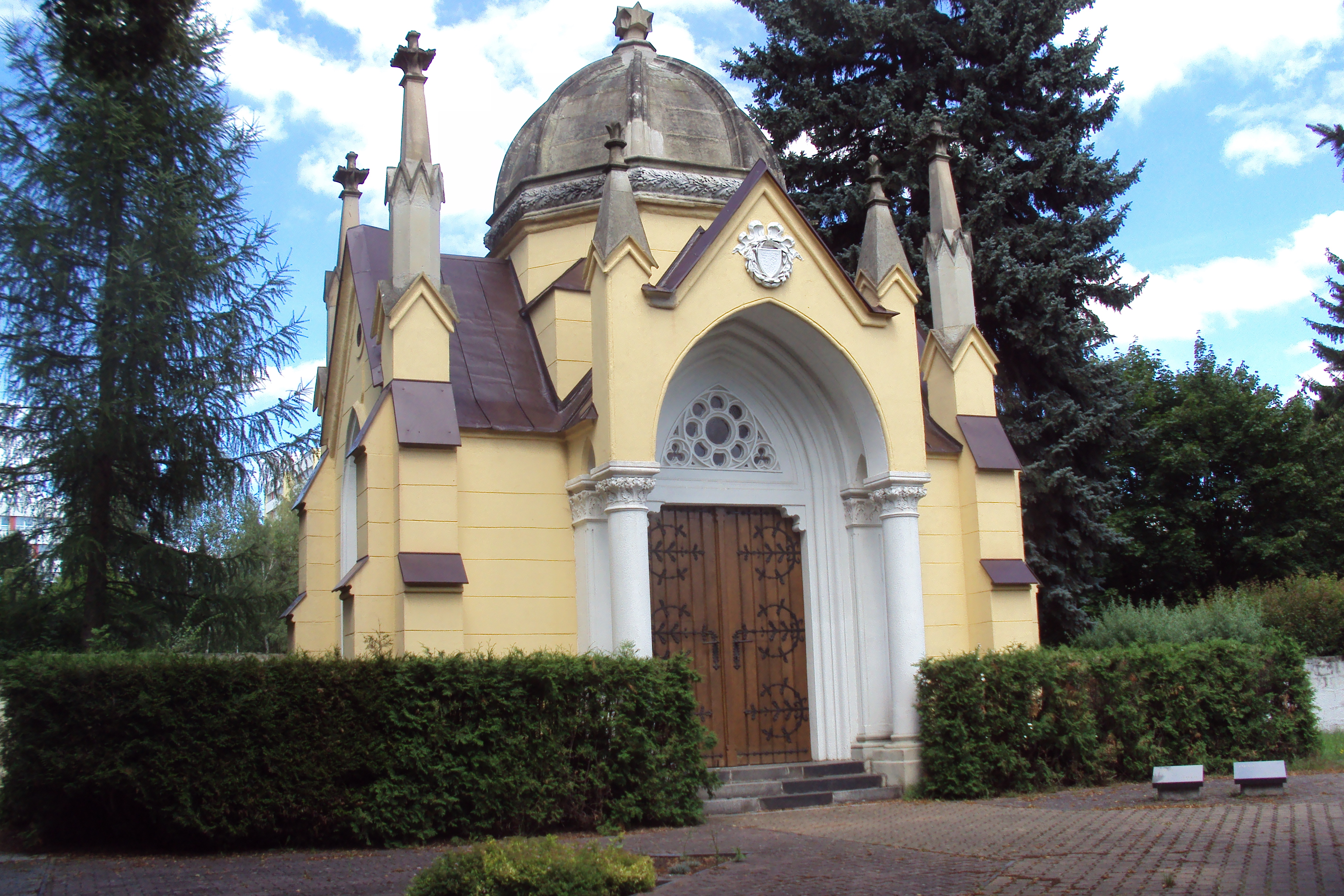
Hrobka rodiny Franze Schmeykala (autorem Ferdinand von Feldegg)

### Vznik
Hřbitov byl vystavěn roku 1885 na velkém pozemku na okraji České Lípy jako nový městský hřbitov náhradou za původní pohřebiště u gotického kostela Povýšení svatého Kříže a u kostela Narození Panny Marie. Obě starší pohřebiště byla později přeměněna v parky. První pohřeb se na novém hřbitově konal 4. července 1885 za účasti starosty města Josefa Kutzera, kdy byla pohřbena nádenice Anna Stollová z Velkého Grunova. Vstup tvoří neorenesanční brána s přilehlými přízemními budovami, které tvoří zázemí hřbitovní správy. Roku 1905 vznikl vedle areálu také nový židovský hřbitov.
Podél zdí areálu byla původně umístěna řada hrobek významných obyvatel města. Tyto hroby a hrobky byly vesměs zrušeny po roce 1945. Největší, a dodnes jedinou dochovanou hrobkou je kaplové mauzoleum rodiny Schmeykalovy, postavené podle návrhu architekta Ferdinanda von Feldegga. Pohřbeni jsou na hřbitově i vojáci a legionáři bojující v první a druhé světové válce.

### Po roce 1945
Padlí vojáci Rudé armády byli roku 1946 uloženi v mauzoleu zřízeném ze zrušené Schmeykalovy hrobky (ostatky původních majitelů hrobky byli pohřbeni na neznámé místo na hřbitově). S odchodem téměř veškerého německého obyvatelstva města v rámci odsunu Sudetských Němců z Československa ve druhé polovině 40. let 20. století zůstala řada hrobů německých rodin opuštěna a bez údržby. Po roce 1950 byla také zrušena hrobka augustiniánských řeholníků z českolipského kláštera, která se nacházela při západní ohradní zdi hřbitova. 
V dolní části hřbitova byla vystavěna kvádrovitá moderní obřadní síň. Původní hřbitovní brána, nacházející se vprostřed novorenesanční stavby správy hřbitova, byla zneprůchodněna a přeměněna na kolumbárium. Nový hlavní vstup na hřbitov byl vytvořen v prostoru mezi původní stavbou a obřadní síní. V roce 2018 byla rekonstruována hřbitovní zeď nalevo od Schmeykalovy hrobky. Ze strany od hřbitova byla tato zeď pojata jako další kolumbárium, které tak navýšilo kapacitu hřbitova. 
V České Lípě se nenachází krematorium, ostatky zemřelých jsou zpopelňovány povětšinou v krematoriích v Ústí nad Labem a v Liberci. Hřbitov je užíván pouze pro pohřby zpopelněných lidských ostatků v urnách, pohřby v rakvích do země se zde již delší čas nepraktikují.
Židovský hřbitov byl od roku 1963 zrušen, roku 1983 definitivně zbořen a na jeho pozemku vyrostla budova Základní školy Špičák.

## Osobnosti pohřbené na tomto hřbitově

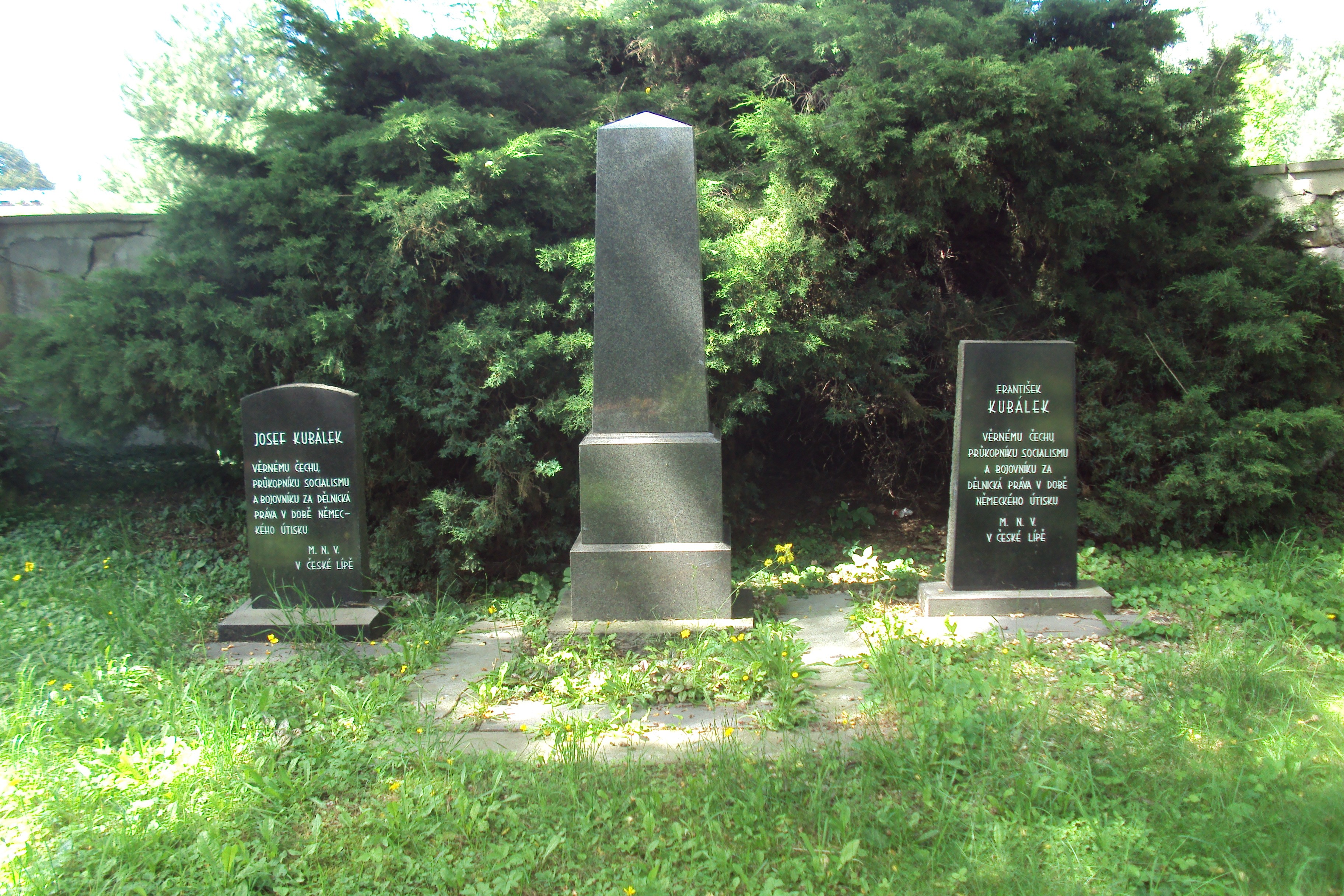
Hrobka bratří Františka a Jana Kubálkových

- Wilhelm Horn (1809-1891) – malíř a fotograf
- Josef a František Kubálkové – čeští vlastenci a socialisté
- Franz Schmeykal (1826–1894) – politik, poslanec Českého zemského sněmu a významný člen Ústavní strany
- Marie Vojtíšková (1828–2012) – archivářka, ředitelka Okresního archivu v České Lípě